# 아요스디미트리오스

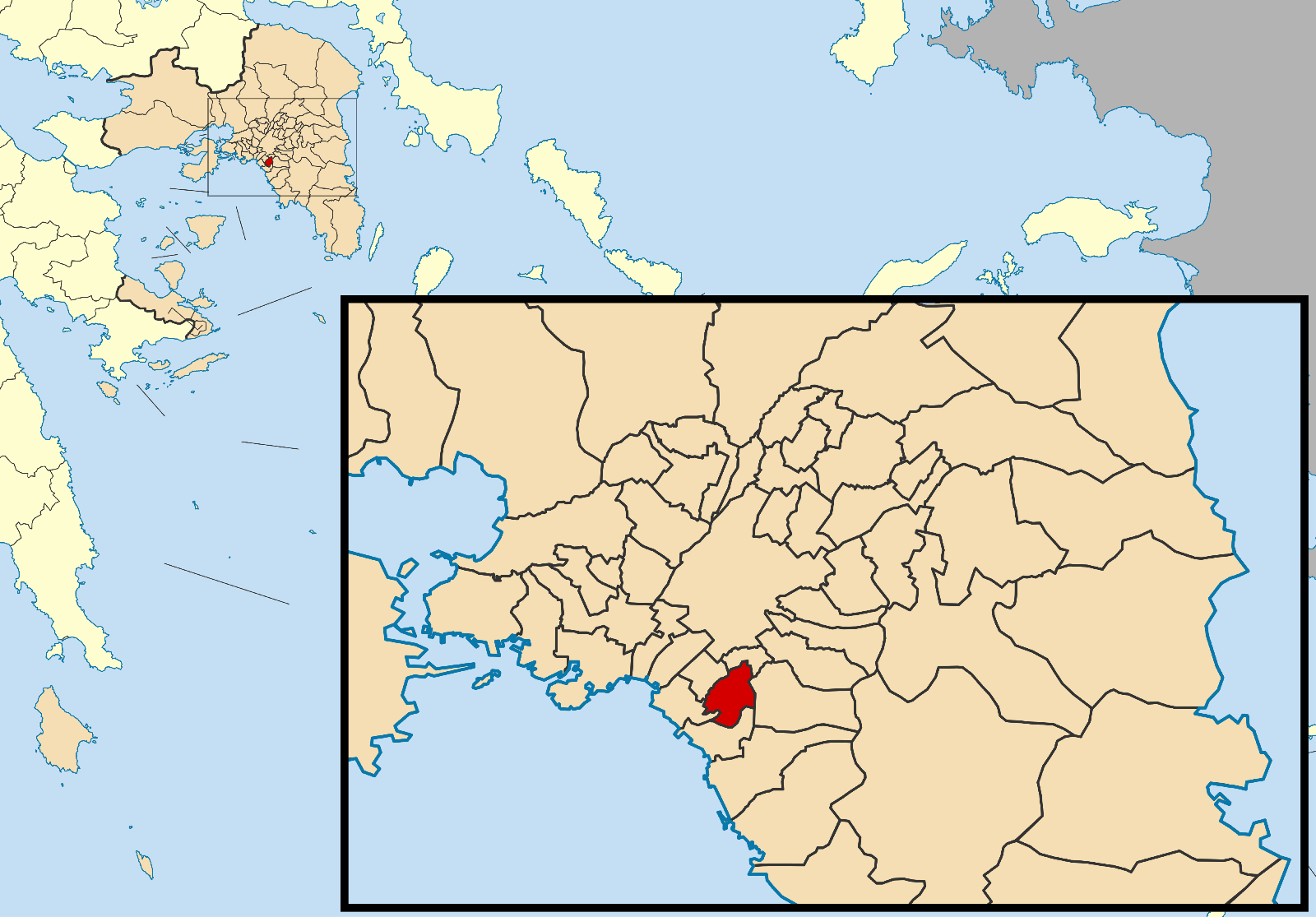
아요스디미트리오스의 위치

아요스디미트리오스(그리스어: Άγιος Δημήτριος)는 그리스 아티키 주 아테네 현에 위치한 도시이다.

## 인구
| 연도 | 인구   |
| ---- | ------ |
| 1981 | 51,421 |
| 1991 | 57,574 |
| 2001 | 65,173 |
| 2011 | 71,294 |

## 스포츠
아요스디미트리오스에는 1928년 창단된 축구팀 아요스디미트리오스 FC, 1976년 창단된 농구팀 크로누스 아요스디미트리오스가 있다.